# Хейделберх (Западно-Капская провинция)
Хейделберх (англ. Heidelberg, африк. Heidelberg) — город в районном муниципалитете Гарден-Рут Западно-Капской провинции ЮАР. Входит в состав местного муниципалитета Хессекуа.

## Население
По данным переписи 2011 года, численность населения города составляла 8 259 человек. При площади города 23,69 кв. км, плотность населения — 348,69 чел. на кв. км. Количество домохозяйств — 2 198, плотность домохозяйств — 92,8 на кв. км. Половой состав: женщины — 52%, мужчины — 48%. Группы населения: цветные Южной Африки — 75%, белые южноафриканцы — 14%, народы банту Южной Африки — 9%. Родные языки: африкаанс — 92%, английский — 3%.